# Święta Wola
Święta Wola (biał. Святая Воля; ros. Святая Воля) – agromiasteczko na Białorusi, w obwodzie brzeskim, w rejonie iwacewickim, w sielsowiecie Święta Wola, przy drodze republikańskiej R6.
Miejscowość obejmuje także dawną wieś Mała Hać.
Znajduje się tu parafialna cerkiew prawosławna pw. Podwyższenia Krzyża Pańskiego.

## Historia
Dawniej miasteczko. Prawa miejskie Świętej Woli nadał 23 listopada 1724 król Polski August II Mocny. W wyniku III rozbioru Rzeczypospolitej znalazła się w Imperium Rosyjskim. W XIX w. położona była w guberni mińskiej, w powiecie pińskim.
W dwudziestoleciu międzywojennym leżała w Polsce, w województwie poleskim, w powiecie kosowskim/iwacewickim. W czasach carskich i w II Rzeczypospolitej siedziba gminy Święta Wola. Znajdowała się tu wówczas stacja kolejowa linii wąskotorowej Iwacewicze – Janów Poleski/Telechany (obecnie nieistniejącej).
Po II wojnie światowej w granicach Związku Sowieckiego. Od 1991 w niepodległej Białorusi.

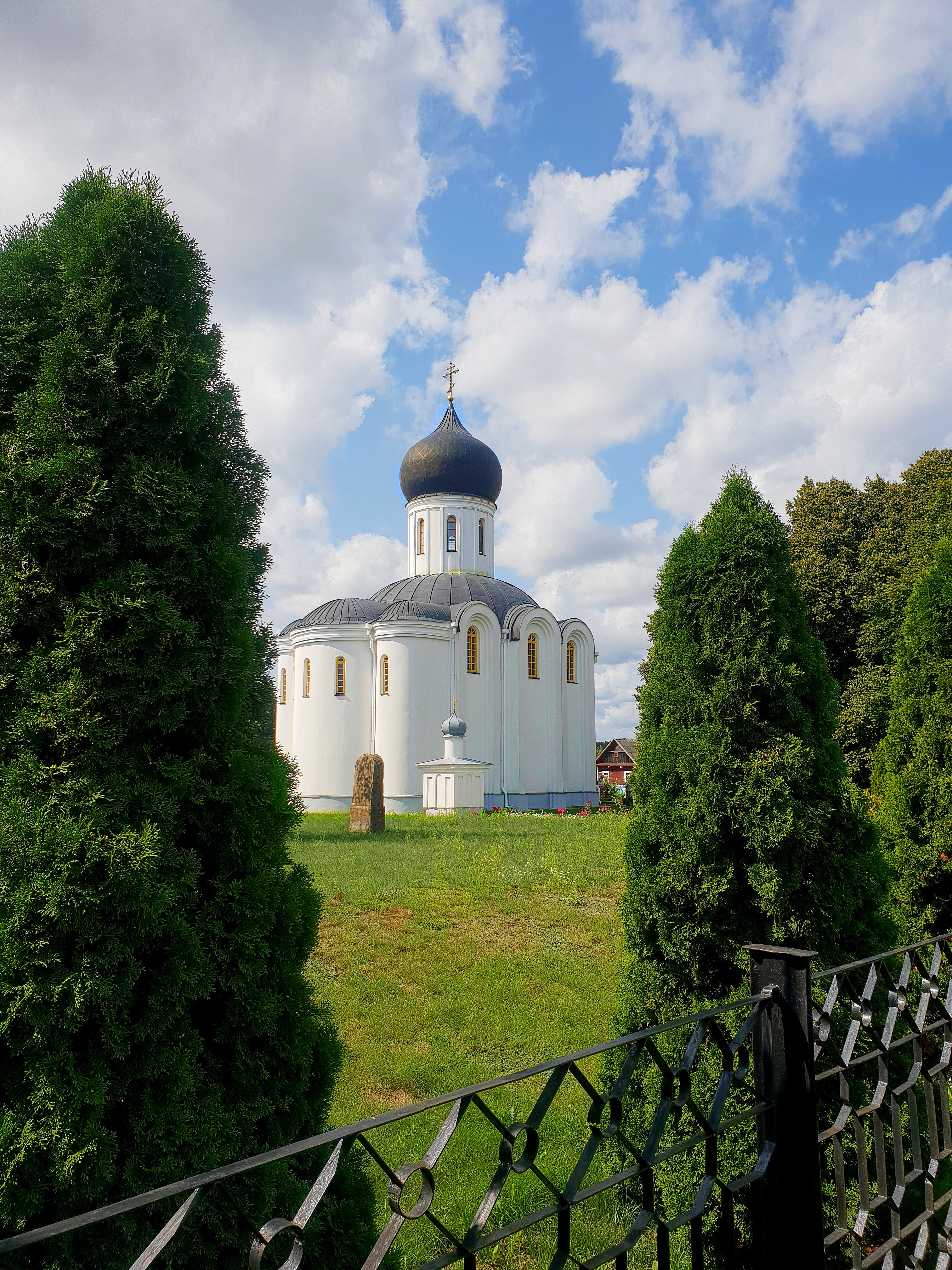
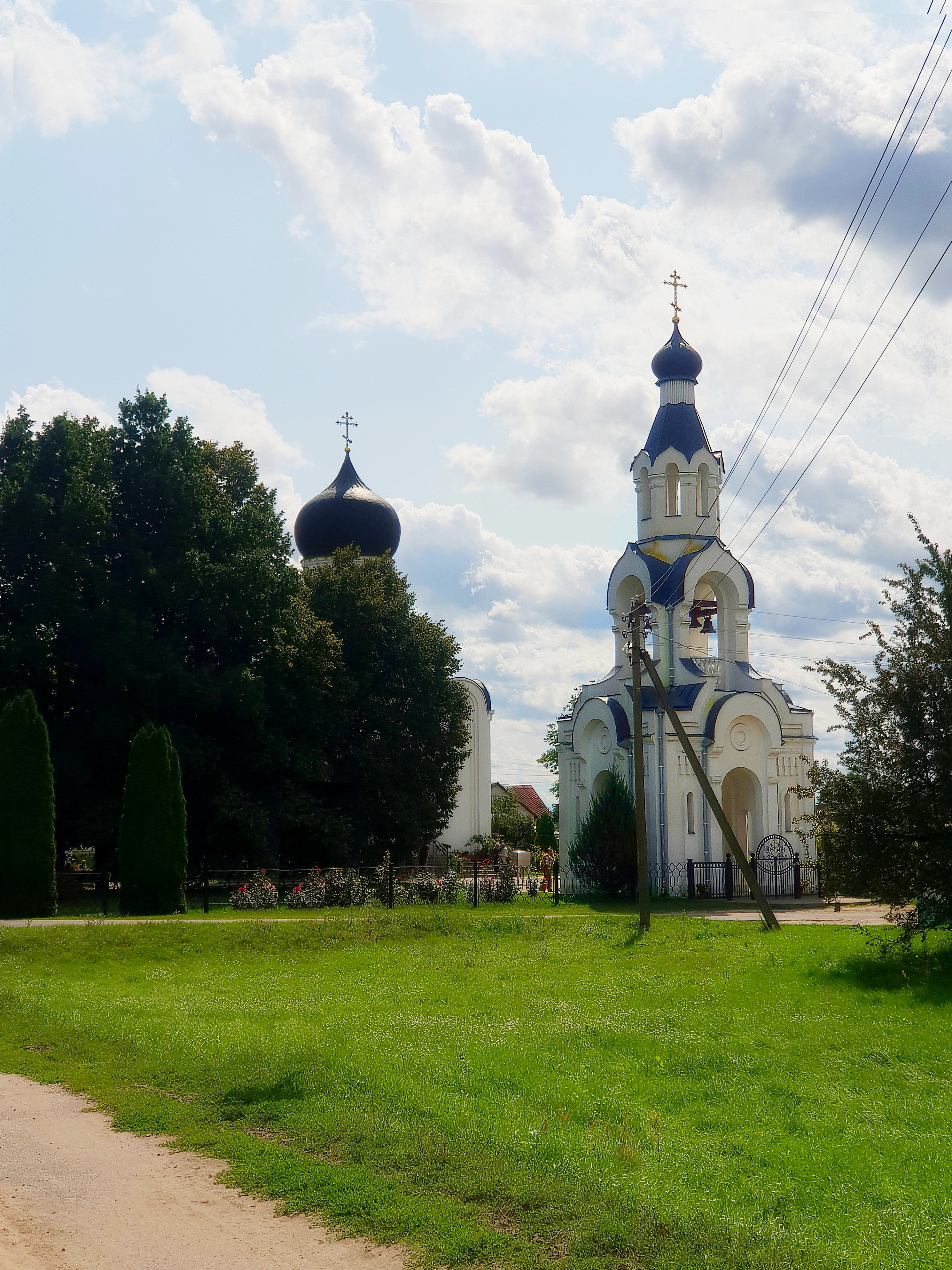
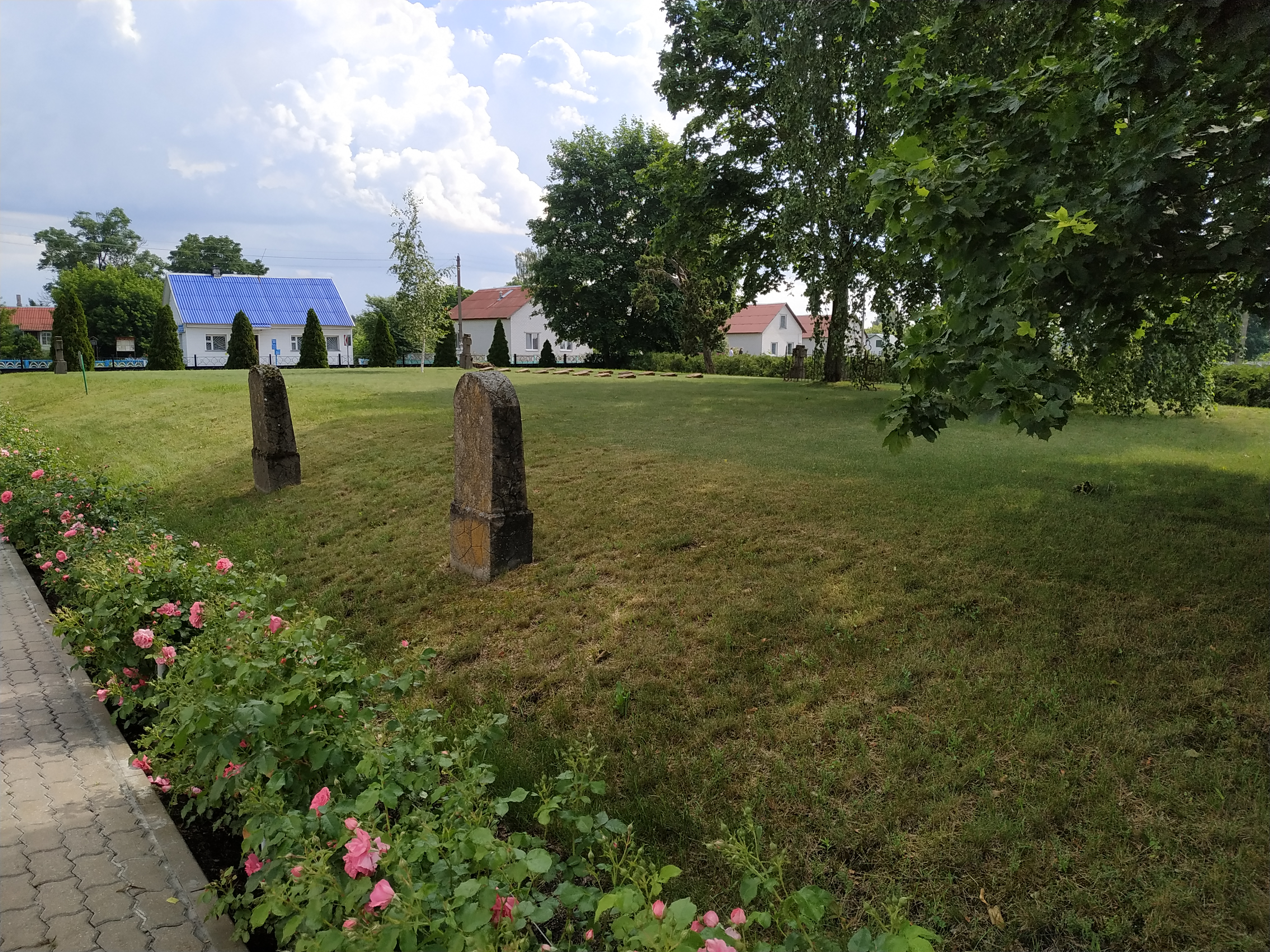